# Cybercrime Investigation Body Of Knowledge
Cybercrime Investigation Body Of Knowledge (サイバークライム インベスティゲーション ボディ オブ ノウレッジ、サイバー犯罪捜査知識体系ガイド、CIBOK:A Guide to the Cybercrime Investigation Body of Knowledge) は、サイバー犯罪捜査の知識体系をまとめたものである。「CIBOK編集委員会（Editorial Committee）」によって出版が発表されている。頭字語から日本語で「シーボック」と読む。

## 概要
CIBOKガイドは、今日の複雑化したサイバー犯罪を法執行機関担当者や企業のリスク管理担当者が解決、予防するために一般的に習得が必要な、知識、技能、アプローチ方法、捜査に必要となる組織構成などを体系立てて分類し、提示することを目的としたサイバー犯罪捜査に関する知識体系、書籍である。

本書籍は、CIBOK編集委員会が監修し、英語版のほか、日本語で発行している。第1版（英語版 / 日本語版）は2017年4月に発行された。

## 歴史
2015年、サイバー犯罪からICT社会を守ることに寄与するという社会的意義を達成するために、サイバー犯罪捜査に関する調整組織が組成された。
同組織における「運営委員会（Steering Committee）」はサイバー犯罪捜査の体系的な整理を計画し、調査を実施した。同調査結果に基づき、CIBOK 第1版の起稿に対する動議がなされた。
2016年4月、下部組織として「CIBOK編集委員会（Editorial Committee）」を発足する合意が形成され、シェーン・シュック博士（Shane Shook , Ph.D.）を編集長とした編集委員会が発足された。
2017年4月、CIBOK 第1版（英語版 / 日本語版）が出版された。
2017年11月1日、「CIBOKオンラインショップ」が開設され、CIBOK書籍のオンライン販売が開始された。

CIBOK第1版は、トレンドマイクロ株式会社のサポートの元、法曹界、法執行機関、学術界からの12名の専門家によって執筆、精査されている。今後CIBOKの管理はトレンドマイクロ株式会社からCIBOK編集委員会に移管され運営されていく予定が発表されている。
2017年12月1日、CIBOKを公共知財として継続的に更新することを目的に「一般社団法人サイバー犯罪捜査・調査ナレッジフォーラム」（法人番号：1010405016283）が設立された。

## CIBOKの内容
CIBOKガイドは、サイバー犯罪捜査における用語が示す範囲や内容（影響を及ぼす事項、サイバー犯罪及びその調査または捜査分野における技術、手法、工程、手続きなど）の特徴付けを試み、体系化することで、組織にコモンセンス（心得）の普及・促進を狙っている。これにより、サイバー犯罪捜査における運用プロセスを対象としたコントロールを可能とし、個人の資質にのみ依存することなく、組織としての捜査能力向上に寄与という目的を実現する。
管理領域として、以下の用語で「CIBOKマクロフレームワーク」が記述されている。
CIBOK マクロフレームワーク
- 基礎（コンピュータエンジニアリング、コンピュータサイエンス、システムエンジニアリング、プロジェクトマネジメントなど）
- サイバー犯罪捜査「実行フレームワーク」
- 効果的なポリシングおよび防犯管理
- 資金調達および予算管理
- 警察政策戦略＆統制フレームワーク

CIBOKガイド第1版では、「サイバー犯罪捜査 実行フレームワーク」を、サイバー犯罪捜査における重要な構成要素の一部と定義付けている。サイバー犯罪捜査 実行フレームでは、すでに体系化され、実績のある実務慣行（ベストプラクティス）や、プロジェクト管理、コンピュータサイエンス、デジタルフォレンジックスと行った知識を、サイバー犯罪捜査に当てはめてサイバー犯罪捜査のプロセスに基づいて分類が試みられている。
サイバー犯罪捜査 実行フレームワーク
【知識（サイバー脅威の現状/犯罪のためのインフラ/サイバー犯罪の手口）】
1. サイバー犯罪のスコープ
2. サイバー犯罪の犯行遺物
3. サイバー犯罪の種類

【知識・技能・アプローチ方法（サイバー脅威の現状/犯罪のためのインフラ/サイバー犯罪の手口）】
1. 証拠分析の方法
2. 証拠の情報源
3. 証拠収集の手段

【情報共有と最終処理】
1. サイバー犯罪情報の共有
2. 最終処理

以下にCIBOK 第1版（日本語版 / 英語版）の章立てを示す。
| 章     | 日本語版                           | 英語版                           |
| ------ | ---------------------------------- | -------------------------------- |
| 序章   | 本書に対する序言                   | Introduction to the Guide        |
| 第1章  | サイバー犯罪とその捜査             | Cybercrime and its Investigation |
| 第2章  | サイバー犯罪の種類                 | Types of Cybercrimes             |
| 第3章  | サイバー犯罪の犯行遺物（Artifact） | Artifacts of Cybercrimes         |
| 第4章  | サイバー犯罪のスコープ             | Scope of Cybercrimes             |
| 第5章  | 証拠の情報源                       | Sources of Evidence              |
| 第6章  | 証拠収集の手段                     | Methods of Evidence Collection   |
| 第7章  | 証拠分析の方法                     | Methods of Evidence Analysis     |
| 第8章  | 最終処理                           | Resolution                       |
| 第9章  | サイバー犯罪情報の共有             | Cybercrime Information Sharing   |
| 第10章 | 管理フレームワーク                 | Management Framework             |